# Batalla de Jutlàndia (Dinamarca)
Es coneix amb el nom de Batalla de Jutlàndia la rivalitat entre dos dels equips de futbol danesos més antics, l'Aalborg BK (fundat el 1885) i l'Aarhus GF (fundat el 1880).
La rivalitat entre l'Aalborg BK i l'Aarhus GF és, principalment, una rivalitat entre les ciutats dels equips, que són la segona (Aarhus) i la quarta (Aalborg) ciutats més grans de Dinamarca, i dos dels centres de negocis més importants de Jutlàndia. Aquesta rivalitat és també un enfrontament entre dos dels conjunts més antics del país. A més, l'Aalborg BK i l'Aarhus GF són dos dels equips més exitosos de la història de Dinamarca; entre els dos han aconseguit 9 títols de lliga (4 l'Aalborg i 5 l'Aarhus) i 12 títols de copa.

## Jugadors que han jugat amb els dos equips
- Morten Rasmussen (Aarhus GF 2002–2006, Aalborg BK 2011, Aarhus GF 2016–2018)
- Daniel Christensen (Aalborg BK 2008–2011, Aarhus GF 2014-2016)
- Casper Sloth (Aarhus GF 2009–2014, Aalborg BK 2016–2017)
- Bjørn Kristensen (Aarhus GF 1982–1989, Aalborg BK 1995–1997)
- Søren Andersen (Aarhus GF 1989–1993, Aalborg BK 1995–1998, Aarhus GF 2001–2003)

## Partits a la Superlliga danesa
A continuació segueixen els enfrontaments entre l'Aalborg BK i l'Aarhus GF a la Superlliga danesa:
| Data       | Estadi                | Local      | Resultat | Visitant   |  |
| ---------- | --------------------- | ---------- | -------- | ---------- |  |
| 14.04.1991 | Aalborg Stadion       | Aalborg BK | 4–1      | Aarhus GF  |  |
| 09.06.1991 | Aarhus Stadion        | Aarhus GF  | 6–1      | Aalborg BK |  |
| 25.08.1991 | Aalborg Stadion       | Aalborg BK | 0–2      | Aarhus GF  |  |
| 02.11.1991 | Aarhus Stadion        | Aarhus GF  | 0–0      | Aalborg BK |  |
| 26.04.1992 | Aarhus Stadion        | Aarhus GF  | 1–0      | Aalborg BK |  |
| 08.06.1992 | Aalborg Stadion       | Aalborg BK | 2–1      | Aarhus GF  |  |
| 19.08.1992 | Aalborg Stadion       | Aalborg BK | 3–2      | Aarhus GF  |  |
| 25.10.1992 | Aarhus Stadion        | Aarhus GF  | 1–1      | Aalborg BK |  |
| 02.05.1993 | Aalborg Stadion       | Aalborg BK | 2–1      | Aarhus GF  |  |
| 06.06.1993 | Aarhus Stadion        | Aarhus GF  | 2–1      | Aalborg BK |  |
| 15.08.1993 | Aarhus Stadion        | Aarhus GF  | 2–1      | Aalborg BK |  |
| 10.10.1993 | Aalborg Stadion       | Aalborg BK | 4–1      | Aarhus GF  |  |
| 21.04.1994 | Aarhus Stadion        | Aalborg BK | 1–1      | Aarhus GF  |  |
| 23.05.1994 | Aalborg Stadion       | Aalborg BK | 0–0      | Aarhus GF  |  |
| 21.08.1994 | Aalborg Stadion       | Aalborg BK | 5–0      | Aarhus GF  |  |
| 08.10.1994 | Aarhus Stadion        | Aarhus GF  | 0–3      | Aalborg BK |  |
| 17.04.1995 | Aarhus Stadion        | Aarhus GF  | 2–1      | Aalborg BK |  |
| 18.06.1995 | Aalborg Stadion       | Aalborg BK | 4–0      | Aarhus GF  |  |
| 20.09.1995 | Aarhus Stadion        | Aarhus GF  | 1–0      | Aalborg BK |  |
| 05.11.1995 | Aalborg Stadion       | Aalborg BK | 2–4      | Aarhus GF  |  |
| 28.04.1996 | Aalborg Stadion       | Aalborg BK | 2–1      | Aarhus GF  |  |
| 15.09.1996 | Aarhus Stadion        | Aarhus GF  | 6–1      | Aalborg BK |  |
| 06.04.1997 | Aarhus Stadion        | Aarhus GF  | 0–1      | Aalborg BK |  |
| 02.05.1997 | Aalborg Stadion       | Aalborg BK | 1–1      | Aarhus GF  |  |
| 29.08.1997 | Aarhus Stadion        | Aarhus GF  | 0–1      | Aalborg BK |  |
| 26.10.1997 | Aarhus Stadion        | Aarhus GF  | 4–1      | Aalborg BK |  |
| 19.04.1998 | Aalborg Stadion       | Aalborg BK | 2–4      | Aarhus GF  |  |
| 26.07.1998 | Aalborg Stadion       | Aalborg BK | 4–0      | Aarhus GF  |  |
| 07.03.1999 | Aarhus Stadion        | Aarhus GF  | 1–0      | Aalborg BK |  |
| 19.04.1999 | Aalborg Stadion       | Aalborg BK | 2–1      | Aarhus GF  |  |
| 21.08.1999 | Aalborg Stadion       | Aalborg BK | 1–0      | Aarhus GF  |  |
| 01.11.1999 | Aarhus Stadion        | Aarhus GF  | 1–1      | Aalborg BK |  |
| 25.05.2000 | Aalborg Stadion       | Aalborg BK | 1–1      | Aarhus GF  |  |
| 17.09.2000 | Aalborg Stadion       | Aalborg BK | 2–1      | Aarhus GF  |  |
| 01.04.2001 | Aalborg Stadion       | Aalborg BK | 5–1      | Aarhus GF  |  |
| 10.06.2001 | Aarhus Stadion        | Aarhus GF  | 4–0      | Aalborg BK |  |
| 29.07.2001 | Aarhus Stadion        | Aarhus GF  | 1–3      | Aalborg BK |  |
| 22.10.2001 | Aalborg Stadion       | Aalborg BK | 1–4      | Aarhus GF  |  |
| 14.04.2002 | Aarhus Stadion        | Aarhus GF  | 2–2      | Aalborg BK |  |
| 04.10.2002 | Aalborg Stadion       | Aalborg BK | 1–2      | Aarhus GF  |  |
| 01.12.2002 | Aarhus Stadion        | Aarhus GF  | 1–0      | Aalborg BK |  |
| 16.04.2003 | Aalborg Stadion       | Aalborg BK | 2–0      | Aarhus GF  |  |
| 28.09.2003 | Aalborg Stadion       | Aalborg BK | 2–1      | Aarhus GF  |  |
| 14.03.2004 | Aarhus Stadion        | Aarhus GF  | 0–1      | Aalborg BK |  |
| 12.04.2004 | Aalborg Stadion       | Aalborg BK | 4–1      | Aarhus GF  |  |
| 17.10.2004 | Aarhus Stadion        | Aarhus GF  | 2–2      | Aalborg BK |  |
| 03.11.2004 | Aarhus Stadion        | Aarhus GF  | 2–1      | Aalborg BK |  |
| 07.05.2005 | Aalborg Stadion       | Aalborg BK | 3–1      | Aarhus GF  |  |
| 17.09.2005 | Aarhus Stadion        | Aarhus GF  | 2–4      | Aalborg BK |  |
| 23.10.2005 | Aalborg Stadion       | Aalborg BK | 1–1      | Aarhus GF  |  |
| 23.04.2006 | NRGi Park             | Aarhus GF  | 1–1      | Aalborg BK |  |
| 12.08.2007 | Aalborg Stadion       | Aalborg BK | 2–0      | Aarhus GF  |  |
| 08.10.2007 | NRGi Park             | Aarhus GF  | 3–5      | Aalborg BK |  |
| 08.05.2008 | Energi Nord Arena     | Aalborg BK | 3–1      | Aarhus GF  |  |
| 13.09.2008 | Energi Nord Arena     | Aalborg BK | 0–2      | Aarhus GF  |  |
| 05.04.2009 | NRGi Park             | Aarhus GF  | 1–2      | Aalborg BK |  |
| 11.05.2009 | Energi Nord Arena     | Aalborg BK | 1–1      | Aarhus GF  |  |
| 20.07.2009 | NRGi Park             | Aarhus GF  | 1–0      | Aalborg BK |  |
| 23.11.2009 | Energi Nord Arena     | Aalborg BK | 0–0      | Aarhus GF  |  |
| 10.04.2010 | NRGi Park             | Aarhus GF  | 0–2      | Aalborg BK |  |
| 24.07.2011 | Energi Nord Arena     | Aalborg BK | 2–1      | Aarhus GF  |  |
| 27.11.2011 | Energi Nord Arena     | Aalborg BK | 0–2      | Aarhus GF  |  |
| 16.04.2012 | NRGi Park             | Aarhus GF  | 1–1      | Aalborg BK |  |
| 13.07.2012 | NRGi Park             | Aarhus GF  | 1–1      | Aalborg BK |  |
| 03.12.2012 | Nordjyske Arena       | Aalborg BK | 0–3      | Aarhus GF  |  |
| 16.05.2013 | NRGi Park             | Aarhus GF  | 3–0      | Aalborg BK |  |
| 29.09.2013 | Nordjyske Arena       | Aalborg BK | 0–0      | Aarhus GF  |  |
| 08.03.2014 | NRGi Park             | Aarhus GF  | 2–5      | Aalborg BK |  |
| 18.05.2014 | Nordjyske Arena       | Aalborg BK | 1–0      | Aarhus GF  |  |
| 15.08.2015 | Ceres Park            | Aarhus GF  | 2–3      | Aalborg BK |  |
| 18.03.2016 | Nordjyske Arena       | Aalborg BK | 2–2      | Aarhus GF  |  |
| 17.05.2016 | Ceres Park            | Aarhus GF  | 2–0      | Aalborg BK |  |
| 28.08.2016 | Nordjyske Arena       | Aalborg BK | 2–1      | Aarhus GF  |  |
| 19.02.2017 | Ceres Park            | Aarhus GF  | 1-2      | Aalborg BK |  |
| 17.04.2017 | Nordjyske Arena       | Aalborg BK | 1-0      | Aarhus GF  |  |
| 24.04.2017 | Ceres Park            | Aarhus GF  | 4-0      | Aalborg BK |  |
| 26.08.2017 | Aalborg Portland Park | Aalborg BK | 0-0      | Aarhus GF  |  |
| 18.03.2018 | Ceres Park            | Aarhus GF  | 0-0      | Aalborg BK |  |

Aquests resultats donen un total de:
|      | Victòries de l'Aab | Empats | Victòries de l'AGF | Suma |
| ---- | ------------------ | ------ | ------------------ | ---- |
| Suma | 35                 | 19     | 24                 | 78   |